# Jonas Döring
Jonas Döring, né le 20 septembre 1998, est un coureur cycliste suisse.

## Biographie
En 2016, Jonas Döring devient champion de Suisse du contre-la-montre et termine huitième du Grand Prix E3 chez les juniors (moins de 19 ans). Il rejoint ensuite l'équipe continentale Akros-Renfer SA en 2018. Au mois d'août, il se classe septième du Tour du Rwanda, sous les couleurs de l'équipe Meubles Descartes.
En fin d'année 2019, il se rend une nouvelle fois en Afrique pour disputer le Tour du Faso, toujours avec le Team Meubles Descartes. Leader de l'équipe suisse, il s'impose sur la septième étape, et termine troisième du classement général.

## Palmarès
- 2014
  - 2e de Silenen-Amsteg-Bristen débutants
- 2015
  - 2e du championnat de Suisse du contre-la-montre juniors
- 2016
  -  Champion de Suisse du contre-la-montre juniors
  - 3e de Coire-Arosa juniors
- 2019
  - 7e étape du Tour du Faso
  - 3e du Tour du Faso

## Classements mondiaux
| Année           | 2018 |
| --------------- | ---- |
| UCI Africa Tour | 199e |